# One for the Money
One For the Money (Brasil: Como Agarrar Meu Ex-Namorado / Portugal: À Segunda Não Me Escapas)  é um filme de comédia policial estadunidense de 2012 baseado no romance de mesmo nome de Janet Evanovich, lançado no Brasil como "Um Dinheiro Nada Fácil". Dirigido por Julie Anne Robinson, o roteiro foi escrito por Liz Brixius, Karen McCullah Lutz e Kirsten Smith. É estrelado por Katherine Heigl, Jason O'Mara, Debbie Reynolds, Daniel Sunjata e Sherri Shepherd.
O filme foi universalmente criticado pelos críticos e fracassou nas bilheterias, nem mesmo conseguiu recuperar seu orçamento de US$40 milhões (o que não inclui custos de marketing).

## Sinopse
Divorciada e desempregada, Stephanie Plum (Katherine Heigl) aceita o emprego de caçadora de recompensas na firma de um primo esquisito. Munida de um bom par de saltos, um olhar provocante e um tubo de spray de pimenta, ela parte em busca de seu primeiro alvo - o atraente Joseph Morelli, ex-policial foragido, o mesmo por quem ela tinha uma queda desde os tempos de escola. Um homem perigoso e que valia dez mil dólares. E ela fará de tudo para capturá-lo nessa espirituosa trama sobre um crime não-resolvido.

## Elenco
- Katherine Heigl como Stephanie Plum
- Jason O'Mara como Joseph "Joe" Morelli
- Daniel Sunjata como Ricardo "Ranger" Carlos Manoso
- John Leguizamo como Jimmy Alpha
- Sherri Shepherd como Lula
- Debbie Reynolds como Vovó Mazur
- Patrick Fischler como Vinnie Plum
- Ana Reeder como Connie Rossoli
- Gavin-Keith Umeh como Benito Ramirez
- Ryan Michelle Bathe como Jackie
- Nate Mooney como Eddie Gazarra
- Debra Monk como Mrs. Plum
- Louis Mustillo como Mr. Plum
- Annie Parisse como Mary Lou
- Fisher Stevens como Morty Beyers
- Danny Mastrogiorgio como Lenny
- Leonardo Nam como John Cho
- Adam Paul como Bernie Kuntz

Katherine Heigl, Jason O'Mara, Daniel Sunjata e Debra Monk já haviam trabalhado juntos na série de TV Grey's Anatomy.

## Lançamento
O filme foi lançado em 27 de janeiro de 2012.

## Recepção
Embora o filme não foi inicialmente exibido para os críticos, tem sido universalmente criticado, que detém actualmente uma classificação de 2% sobre o Rotten Tomatoes com base em 54 comentários com o consenso: "Maçante e sem graça, One for the Money desperdiça os talentos de Katherine Heigl em um thriller cômico incrivelmente genérico."
Marcelo Forlani do Omelete disse que Katherine Heigl é o Adam Sandler das comédias românticas.
Apesar da má recepção, a autora Janet Evanovich ficou muito contente com a forma como o filme acabou e fez algumas entrevistas conjuntas com Heigl para promover o filme. afirmou que ela agora imaginaria Heigl como Stephanie ao escrever a personagem.

### Bilheteria
O filme estreou em #3 atrás de The Grey e Underworld: Awakening, com $11.5 milhões de dólares americanos em seu primeiro fim de semana. One for the Money arrecadou $26,414,527 internamente e $10,479,194 dólares globalmente para um total de $36,893,721 em todo o mundo, abaixo de seu orçamento de US$40 milhões.

### Prêmios
Heigl foi indicado para o prêmio Framboesa de Ouro de Pior Atriz por sua atuação no filme, mas perdeu o prêmio para Kristen Stewart tanto para Snow White and the Huntsman e The Twilight Saga: Breaking Dawn - Part 2".